# Father Stu
„Father Stu“ (на английски: Father Stu) е биографична драма от 2022 г. на Розалинд Рос в режисьорския й дебют, с участието на Марк Уолбърг, който също е и продуцент на филма.